# Katedra w Acireale
Katedra Maria Santissima Annunziata w Acireale we Włoszech – katedra diecezji Acireale.
Kościół parafialny został zbudowany w latach 1597–1618, a w XVII wieku został gruntownie odrestaurowany. W 1900 r. fasada kościoła została odtworzona na podstawie projektu autorstwa Giovanni Battista Basile z portalem w stylu barokowym.